# Tineobius multicolor
Tineobius multicolor är en stekelart som först beskrevs av Girault 1915.  Tineobius multicolor ingår i släktet Tineobius och familjen hoppglanssteklar. Inga underarter finns listade i Catalogue of Life.